# 明布雷斯 (新墨西哥州)
明布雷斯（英語：Mimbres）是位於美國新墨西哥州格蘭特縣的普查規定居民點。

## 人口
根據2020年美國人口普查的數據，明布雷斯的面積為9.11平方千米，當中陸地面積為9.03平方千米，而水域面積為0.08平方千米。當地共有人口390人，而人口密度為每平方千米42.81人。